# Harlem
Harlem is een wijk in de Amerikaanse stad New York, in het noordelijke deel van de borough Manhattan, ook wel Upper Manhattan genoemd.

## Geschiedenis

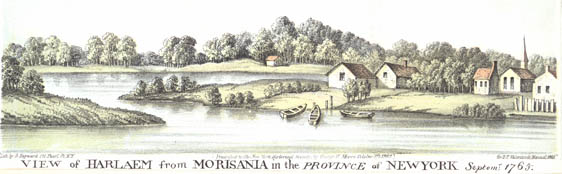
Harlem in 1763

Het werd in 1658 gesticht als Nieuw-Haarlem door Peter Stuyvesant. Een deel van de volgende twee eeuwen werd het bewoond door boeren. Midden 19e eeuw moesten deze door de landbouwcrisis en door gronduitputting hun land verkopen, waarna Harlem een uitbreiding werd van New York.
Al snel was er een immigratiebeweging naar Harlem. De immigranten (vooral Afro-Amerikanen) waren dankzij de afschaffing van de slavernij en door de toenemende industrialisatie naar het noorden getrokken. Een deel van de wijk wordt bewoond door mensen afkomstig uit het Caraïbisch gebied en staat bekend als Spanish Harlem of 'El Barrio'.

### De Harlem Renaissance
Tijdens de roaring twenties (de jaren 20 van de twintigste eeuw) volgde een creatieve explosie, beter bekend als "The Harlem Renaissance". Er ontstond nieuwe (Afro-)Amerikaanse literatuur, schilderkunst, dans, muziek, enzovoort.
Beroemd is het Apollo Theater, waar Duke Ellington veelvuldig optrad. In het Apollo Theater traden veel sterren uit de jazzmuziek op, maar ook Jimi Hendrix, James Brown, Michael Jackson, Prince, John Lennon, Elton John, Aretha Franklin, Billy Joel en vele andere beroemde zangers. Het speelde sinds de oprichting in 1914 een rol als podium voor typisch Amerikaanse muziekgenres en blijft dit ook vandaag doen met aandacht voor nieuwe ontwikkelingen zoals hiphop.

## Bezienswaardigheden
- Apollo Theater
- Minton's Playhouse
- Arthur Schomburg Center for Research in Black Culture
- Macombs Dam Bridge, brug over de rivier de Harlem

### Musea
- Hamilton Grange National Memorial, huis van Alexander Hamilton
- Studio Museum in Harlem
- Sugar Hill Children's Museum
- The National Jazz Museum in Harlem
- The Wallach Art Gallery, Lenfest Center for the Arts, Columbia University

## Bekende inwoners van Harlem

### Geboren
- Teresa Wright (1918-2005), actrice
- Bud Powell (1924-1966), jazzpianist
- James Baldwin (1924-1987), schrijver
- Sammy Davis jr. (1925-1990), zanger, danser en acteur
- Harry Belafonte (1927-2023), zanger en acteur
- Faith Ringgold (1930-2024), kunstenares
- Donald Jones (1932-2004), acteur, zanger en danser
- Colin Powell (1937-2021), militair en politicus
- Al Pacino (1940), acteur
- John Carlos (1945), atleet en Americanfootballspeler
- Ralph Irizarry (1954-2021), slagwerker
- Vicki Sue Robinson (1954-2000), actrice en zangeres
- Kurtis Blow (1959), rapper
- Ving Rhames (1959), acteur
- Tom Morello (1964), musicus
- Moby (1965), muzikant
- Robert Ginyard (1967), hiphopartiest
- Rodney Bryce (1967-2014), hiphopartiest
- Sean Combs (1969), rapper en producent
- Tupac Shakur (1971-1996), rapper en acteur
- Bokeem Woodbine (1973), acteur en muzikant
- Big L (1974-1999), rapper
- Mekhi Phifer (1974), acteur
- Cam'ron (1976), rapper
- Jim Jones (1976), rapper
- Kelis (1979), zangeres
- Yaya DaCosta (1982), actrice
- Juelz Santana (1982), rapper
- Rob Brown (1984), acteur
- A$AP Rocky (1988), rapper

### Woonachtig (geweest)
- Alexander Hamilton (1755/57-1804), politicus